# Kozare
Kozare es una localidad albanesa del condado de Berat. Se encuentra situada en el centro-sur del país y desde 2015 está constituida como una unidad administrativa del municipio de Kuçovë. A finales de 2011, el territorio de la actual unidad administrativa tenía 5622 habitantes.
La unidad administrativa incluye los pueblos de Demollarë, Drizë, Feras Kozare, Fier Mimar, Frashër, Gegë, Havalehas, Kozare, Salcë Kozare, Vlashuk y Zdravë.
Se ubica en la periferia noroccidental de la capital municipal Kuçovë, separado de la localidad por el río Devoll.